# Ferdinand Renier
Ferdinand Renier (Verviers, 6 december 1906) was een Belgisch gewichtheffer.

## Levensloop
Renier nam deel aan de Olympische Zomerspelen van 1928 te Amsterdam. Hij werd er elfde in de gewichtsklasse van de vedergewichten (≤60kg).